# Kursk (film)
Kursk is een Engelstalige Belgisch-Luxemburgse dramafilm uit 2018, geregisseerd door Thomas Vinterberg. De film is gebaseerd op Robert Moore’s boek A Time to Die over het waargebeurde verhaal van de ramp met de Koersk, de Russische onderzeeboot die in 2000 zonk. De hoofdrollen worden vertolkt door Matthias Schoenaerts, Colin Firth, Léa Seydoux, Peter Simonischek, Max von Sydow, Matthias Schweighöfer en Michael Nyqvist.

## Verhaal
Tijdens een oefening met de Russische onderzeeër K-141 Kursk in de Barentszzee, vindt er na enkele explosies een ramp plaats waarbij de onderzeeër zinkt. De 23 bemanningsleden die de ramp overleven wachten in wanhoop op hulp van buitenaf, terwijl hun zuurstof dreigt op te raken.

## Rolverdeling
| Acteur                  | Personage                         |
| ----------------------- | --------------------------------- |
| Matthias Schoenaerts    | luitenant-kapitein Mikhail Averin |
| Léa Seydoux             | Tanya Averina                     |
| Peter Simonischek       | admiraal Vyacheslav Grudzinsky    |
| August Diehl            | Anton Markov                      |
| Max von Sydow           | admiraal Vladimir Petrenko        |
| Colin Firth             | commodore David Russell           |
| Bjarne Henriksen        | kapitein Russisch reddingsschip   |
| Magnus Millang          | Oleg Lebedev                      |
| Artemiy Spiridonov      | Misha Averin                      |
| Joel Basman             | Leo                               |
| Pit Bukowski            | Maxim                             |
| Matthias Schweighöfer   | Pavel Sonin                       |
| Tom Hudson              | Roman                             |
| Chris Pascal            | Niko                              |
| Kristof Coenen          | Sasha                             |
| Pernilla August         | Oksana                            |
| Martin Brambach         | kapitein Gennady Shirokov         |
| Peter Plaugborg         | Alexander Grekov                  |
| Guillaume Kerbusch      | Alexi Zhukov                      |
| Koen De Sutter          | admiraal Ivakin                   |
| Gustaf Hammarsten       | Mikhail Denisov                   |
| Lars Brygmann           | Kasyenenko                        |
| Martin Greis-Rosenthal  | Ilyushin                          |
| Steven Waddington       | Graham Mann                       |
| John Hollingworth       | Bruce Hamil                       |
| Katrine Greis-Rosenthal | Daria Sonin                       |
| Josse De Pauw           | Vadim Markov                      |
| Wouter Bruneel          | Dag Rasmussen                     |
| Eva van der Gucht       | Marina Lebedeva                   |
| Geoffrey Newland        | Tony Scott                        |
| Danny Van Meenen        | Paal Dinessen                     |
| Guido De Craene         | Calpin                            |
| Michael Nyqvist         | admiraal Nesterov                 |

## Productie
De buitenscènes werden opgenomen in de Franse militaire havens van Toulon, Brest en Cherbourg. Er werd ook gefilmd in Jette (Kardinaal Mercierplein) en in de orthodoxe kerk van Péronnes-lez-Binche. Er werd gebruik gemaakt van de afgedankte Franse onderzeeër Le Redoutable.

## Première
De film ging in première op 6 september 2018 op het Internationaal filmfestival van Toronto.

## Ontvangst
De film werd positief ontvangen op Rotten Tomatoes waar het 68% goede reviews ontving, gebaseerd op 19 beoordelingen. Op Metacritic werd de film verdeeld ontvangen en beoordeeld met een metascore van 53/100, gebaseerd op 6 critici.